# Französische Badmintonmeisterschaft 2020
Die Französische Meisterschaft 2020 im Badminton fand vom 30. Januar bis zum 2. Februar 2020 in Mulhouse statt. Es war die 71. Austragung der nationalen Titelkämpfe im Badminton in Frankreich.

## Medaillengewinner
| Disziplin    | Gold                         | Silber                      | Bronze                                |
| ------------ | ---------------------------- | --------------------------- | ------------------------------------- |
| Herreneinzel | Christo Popov                | Arnaud Merklé               | Toma Junior Popov                     |
| Herreneinzel | Christo Popov                | Arnaud Merklé               | Lucas Claerbout                       |
| Dameneinzel  | Qi Xuefei                    | Marie Batomene              | Ophélia Casier                        |
| Dameneinzel  | Qi Xuefei                    | Marie Batomene              | Romane Cloteaux-Foucault              |
| Herrendoppel | Thom Gicquel Ronan Labar     | Eloi Adam Julien Maio       | Bastian Kersaudy Gaëtan Mittelheisser |
| Herrendoppel | Thom Gicquel Ronan Labar     | Eloi Adam Julien Maio       | Thomas Baures Louis Ducrot            |
| Damendoppel  | Vimala Hériau Margot Lambert | Elsa Danckers Juliane Piron | Marie Batomene Anne Tran              |
| Damendoppel  | Vimala Hériau Margot Lambert | Elsa Danckers Juliane Piron | Alison Drouard Laeticia Jaffrennou    |
| Mixed        | Thom Gicquel Delphine Delrue | Ronan Labar Anne Tran       | Fabien Delrue Vimala Hériau           |
| Mixed        | Thom Gicquel Delphine Delrue | Ronan Labar Anne Tran       | Gaëtan Mittelheisser Juliette Moinard |